# Norfolcioconch iota
Norfolcioconch iota је пуж из реда Stylommatophora. 

## Угроженост
Ова врста се сматра рањивом у погледу угрожености врсте од изумирања.

## Распрострањење
Острво Норфолк је једино познато природно станиште врсте.

## Станиште
Врста Norfolcioconch iota има станиште на копну.